# Горан Паскалевич
Горан Паскалевич (серб. Горан Паскаљевић; 22 квітня 1947, Белград, Югославія — 25 вересня 2020, Париж, Франція) — югославський і сербський кінорежисер.

## Життєпис
Горан Паскалевич народився в Белграді, але провів дитинство в місті Ниші у бабусі та дідуся, до яких був потрапив після розлучення батьків. Закінчив Факультет кіно і телебачення (FAMU) Празької академії виконавських мистецтв. Деякий час працював на телебаченні, де поставив кілька ігрових і документальних телефільмів. 1976 року вийшов дебютний повнометражний фільм Паскалевича «Сторож пляжу в зимовий сезон», прийнятий на конкурс Берлінського фестивалю.
Паскалевич брав участь в основних програмах багатьох найбільших кінофестивалів, зокрема трьох найпрестижніших у Європі — Канського (1980 з фільмом «Особливе лікування»), Берлінського (1976 та 1977) і Венеціанського (1992, 1998, 2001) і неодноразово завойовував на них нагороди. За стрічку «Порохова бочка» (1998) його відзначено призом ФІПРЕССІ Європейський кіноприз.
Голова журі кінофестивалю в Сан-Себастьяні 2010 року.
У квітні 2016 року у Відні відбулася ретроспектива його фільмів.
Помер 25 вересня 2020 року в Парижі. Після кремації в Парижі на кладовищі Пер-Лашез 10 жовтня його останки вивезено на Нове кладовище в Белграді.
Сини — режисер і сценарист Володимир Паскалевич (Vladimir Paskaljević; нар. 1974); Петар Паскалевич (Petar Paskaljević; нар. 1993).